# 查克·亚历克西纳斯
查尔斯·亚历克西纳斯（英語：Charles Aleksinas，1959年2月26日—），美国NBA联盟前职业篮球运动员。他在1982年的NBA选秀中第4轮的第7顺位被芝加哥公牛选中。